# Estola affinis
Estola affinis là một loài bọ cánh cứng trong họ Cerambycidae.